# جيريمي هيلي
جيريمي هيلي (بالإنجليزية: Jeremy Healy)‏ هو منتج أسطوانات ومغن مؤلف بريطاني، ولد في 18 يناير 1962 في Woolwich ‏ في المملكة المتحدة.

## وصلات خارجية
- جيريمي هيلي على موقع IMDb (الإنجليزية)
- جيريمي هيلي على موقع ميوزك برينز (الإنجليزية)
- جيريمي هيلي على موقع أول ميوزيك (الإنجليزية)
- جيريمي هيلي على موقع ديسكوغز (الإنجليزية)
- جيريمي هيلي على موقع قاعدة بيانات الفيلم (الإنجليزية)